# Patrick Sammon
Patrick Sammon (El Dorado Hills, 6 agosto 2003) è un nuotatore statunitense.

## Carriera
Si allena presso l'Università dell'Arizona.
Ai mondiali di Singapore del 2025 ha vinto un oro nella staffetta 4x100 metri stile libero mista e un bronzo nella staffetta 4x100 metri stile libero.

## Palmarès
- Mondiali

Singapore 2025: oro nella 4x100m sl mista, bronzo nella 4x100m sl.